# Григорьева, Марта Олеговна
Марта Олеговна Григорьева — искусствовед, художница-портретистка, педагог, куратор, издатель иллюстрированных детских книг, почетный член Российской Академии художеств,  член Московского союза художников, член национального комитета МАП от ЮНЕСКО в Монако, член Международной федерации художников и российского Творческого союза художников, член Клуба Гарвардского Университета.
Картины Григорьевой находятся в частных коллекции в США, Великобритании, других странах Европы, работы выставлялись в Нью-Йорке, Лондоне, Милане, Турине, Токио и Москве.
Написала картины и портреты для сенатора Эдварда Кеннеди, заместителя председателя правления банка «UBS» Филиппа Берна, Робина Гибба из группы «Bee Gees», лауреата Нобелевской премии по экономике Роберта Манделла, её Королевского Высочества принцессы Кентской, Сэра Стелиоса Хаджи-Иоанну, Др. Елены Амброзиадо, губернатора Хабаровского края Вячеслава Шпорта и поп звёзды Любови Успенской. Портрет Нелсона Манделы работы Григорьевой находится в коллекции князя Альберта и Шарлин в княжеском дворце Монако.

## Биография
Марта Григорьева родилась в России в семье врачей; по отцовской линии из рода столбовых дворян Григорьевых. После изучения фортепиано и скрипки в школе Консерватории Санкт-Петербурга получила степень бакалавра по экономике в Московском технологическом университете. В 1990 переехала в Нью-Йорк, где работала в русском отделе фирмы «Christie's», специализируясь на работах Фаберже. С 1996 года училась в аспирантуре искусств и наук Гарвардского университета, Кембридж, Массачусетс, изучая историю искусств от эпохи Возрождения, также занимаясь живописью. По возвращении в Нью-Йорк работала в фирме «Sotheby’s» продолжая художественное образование, в Art Students League, посещая школу мастер-класса лидирующего американского портретиста Нельсона Шэнкса и им основанную Академию — Studio Incamminati в Филадельфии.
Работая в жанре фигуративной живописи, приобрела опыт художницы-портретистки.
Григорьева активно участвует  в благотворительных организациях, распространяет книги в детские дома (2025),  дарила свои картины и книги детям включая Princess Grace госпиталь в Монако (Август 2020), Американской Ассоциации Сердца (февраль 2020), Британскому Красному Кресту, детскому благотворительному фонду Школы Святого Павла в Лондоне, Английскому национальному балету, Фонду Центра им. Линды Маккартни по исследованиям рака груди, поддерживала фонд помощи животных аукционом искусств в Монако и благотворительным фондом Сэра Стелиоса вместе с князем Альбертом II.
В мастерской на Французской Ривьере пишет портреты на заказ и пейзажи на природе «plain- air», также курирует галерею Art Aurelia и преподает живопись взрослым и детям.  Художница написала и иллюстрировала серию детских книг «Napo and Allegra: City Sketches» — The Amazing Adventures of Napo in London, The Secret Life of Napo in Monte-Carlo, The Amazing Adventures of Napo in New York, и Napo’s Adventures Activity Book — книги вдохновляющие детей к творчеству — в формате Amazon и Kindle. В апреле 2023 книга Тайная Жизнь Напо в Монте Карло вошла в лист лучшей по продаже «best-sellers list» в Palm Beach Book Store, Palm Beach, Флорида.

## Выставки
- Февраль 2024: «Пейзажи Лазурного Берега и Лавандовые Поля Провинции» Palm Beach Framemakers, Флорида, США.
- Май 2019: «Sustainability», Yacht Club de Monaco.
- Май 2018: "Clear Water, " Yach Club de Monaco.
- Март 2017 и 2016: «Monaco — Japan», Токио.
- Апрель 2015: «Demystification» в Audi Capital Gestion, Monte Carlo, Monaco.
- 2014: Российская Академия Художеств южное региональное отделение выставка  «Художники за Чистую Воду», музей Сочи.
- Май — Июнь 2014: Columbus, Monte Carlo, Monaco[5].
- Январь 2014: Яхт Клуб Монако, Монте Карло.
- 2013: выставка  работ художников Москвы в музее Карачаево- Черкесовоой республики.
- Ноябрь 2011: Российско-Британская торговая палата, Лондон.
- Май — июнь 2008 года: «Harmony in White», Burlington Club, Мэйфэр, Лондон.
- Апрель 2008: «One Light», No 5 Cavendish Square, Мэрилебон, Лондон.
- Январь 2008: «Stream of Life», Radisson Edwardian Canary Wharf в Лондоне.
- Октябрь 2005: Ca’Del Lupo, Монтелупо Альбесе, Кунео, Италия.
- Июнь 2004: замок Castellar, Кунео, Италия.
- Февраль 2004: Salon des Arts, Кенсингтон, Лондон.
- Июль 2002 года: замок Marcerù, Турин, Италия.